# Trần Duy Giang
Trần Duy Giang (sinh năm 1965) là một sĩ quan cấp cao trong Quân đội nhân dân Việt Nam, hàm Trung tướng, nguyên là Phó Bí thư Đảng ủy, Chủ nhiệm Tổng cục Hậu cần. Ông nguyên là Tư lệnh Quân đoàn 1.

## Thân thế và binh nghiệp
Ông sinh năm 1965, quê ở xã Hòa Hậu, huyện Lý Nhân, tỉnh Hà Nam.
Trước năm 2010, ông là Phó Tham mưu trưởng Sư đoàn 312, Quân đoàn 1.
Năm 2010, ông được bổ nhiệm làm Phó Sư đoàn trưởng kiêm Tham mưu trưởng Sư đoàn 312, Quân đoàn 1.
Năm 2011, ông được bổ nhiệm giữ chức Sư đoàn trưởng Sư đoàn 390, Quân đoàn 1.
Tháng 5 năm  2013, ông được bổ nhiệm làm Phó Tư lệnh kiêm Tham mưu trưởng Quân đoàn 1.
Tháng 5 năm 2015, ông được bổ nhiệm giữ chức Tư lệnh Quân đoàn 1
Tháng 1 năm 2016, ông được thăng quân hàm Thiếu tướng.
Tháng 01 năm 2018, ông được bổ nhiệm giữ chức Phó Bí thư Đảng ủy, Chủ nhiệm Tổng cục Hậu cần, thay Trung tướng Dương Văn Rã.
Tháng 3 năm 2020, ông được thăng quân hàm Trung tướng.
Tháng 3 năm 2025,ông nghỉ hưu theo chế độ